# Gérard Souzay
Gérard Souzay (* 8. Dezember 1918 in Angers; † 17. August 2004 in Antibes; eigentlich: Gérard Marcel Tisserand) war ein französischer Opern- und Liedsänger (Bariton).

## Leben
Gérard Souzay studierte neben seinem Philosophiestudium an der Pariser Universität zunächst bei Pierre Bernac, dem engen Freund des Komponisten Francis Poulenc, und vervollständigte seine Studien am Conservatoire National de Paris bei Claire Croiza und Jean Vanni-Marcoux. Dort gewann er den „Premier Prix de Chant“ und den „Premier Prix de Vocalise“.
Als erstes öffentliches Auftreten gestaltete er einen Fauré-Liederabend in Paris, und zum 100. Geburtstag des Komponisten interpretierte er 1945 in London in einer Reihe von Liederabenden dessen gesamtes Liedschaffen und wirkte außerdem in einer Aufführung des Requiems von Gabriel Fauré in der Royal Albert Hall in London mit. Zusammen mit Elly Ameling und mit Dalton Baldwin am Klavier nahm er später alle Lieder Gabriel Faurés auf.
1946 machte er in Paris seine erste reguläre Schallplattenaufnahme, nachdem bereits 1944 Aufnahmen gemeinsam mit Germaine Rubin und Geneviéve Touraine, seiner um 15 Jahre älteren Schwester, begleitet von Jean-Michel Damase, für die französische Decca entstanden waren. Schon hier zeichnete sich seine Hinwendung zum französischen Lied (Mélodie) ab, dessen Interpretation er später bis zur Vollendung führte.
Aber auch das deutsche Lied faszinierte Souzay, und unter Anleitung von Lotte Lehmann beschäftigte er sich intensiv mit Beethoven, Schubert, Schumann, Brahms, Wolf und später auch mit Richard Strauss.
Seine erste Begleiterin beim Liedgesang war Jacqueline Bonneau (die zeitgleich mit ihm am Pariser Konservatorium studiert hatte), die aber Flugangst hatte und sich weigerte zu fliegen, so dass er sich einen neuen Partner am Klavier suchen musste. 1954 lernte er den amerikanischen Pianisten Dalton Baldwin kennen, der fortan – bis auf wenige Ausnahmen – sein alleiniger Liedbegleiter wurde und mit dem ihn eine fortdauernde künstlerische Lebensgemeinschaft verband.
Seine nun folgenden Interpretationen der Lieder (Mélodies) französischer Komponisten wie Duparc, Fauré, Poulenc, Ravel, Chabrier, Leguerney, Roussel, Debussy erklangen in bis dahin noch nie gehörter Perfektion. Beethovens „An die ferne Geliebte“, Schuberts „Schöne Müllerin“ und „Winterreise“, Schumanns „Dichterliebe“ und die Liederkreise op. 39 und op 90, Lieder von Wolf und Richard Strauss, um diese hier als Beispiel zu nennen, sang er in akzentfreiem Deutsch und in einer vollendeten Verschmelzung von Wort und Ton.
Seine außergewöhnliche Sprachbegabung erlaubte es Souzay, in 15 verschiedenen Sprachen zu singen einschließlich in Finnisch, Hebräisch, Niederländisch, Portugiesisch und Russisch. Im Bereich zeitgenössischer Musik wirkte er in Honeggers „Totentanz“ und in der Welturaufführung von Stravinskys „Canticum sacrum“ mit. Der Komponist Jacques Leguerney (1906–1997) schrieb viele Lieder für Souzay und seine Schwester Genevieve, die ebenfalls eine gefeierte Sängerin war. 1947 komponierte Poulenc eines von seinen 3 „Lorca Chansons“ (Chanson de l'oranger) für den damals noch jungen Bariton.
Souzay begann seine Opernkarriere 1947 in Cimarosas „Il matrimonio segreto“ bei den Festspielen in d'Aix-en-Provence, aber erst in den späten 1950er Jahren erweiterte er seine Bühnenarbeit, die allerdings keinen Vorrang vor seinen Liederabenden gewann. Seine Bühnenrollen waren Orfeo in Monteverdis und Glucks „Orfeo“, Don Giovanni in Mozarts gleichnamiger Oper und den Grafen Almaviva in „Figaros Hochzeit“, den Lescaut in Massenets „Manon Lescaut“ und den Mephistopheles in Berlioz’ „Fausts Verdammnis“. Eine seine bevorzugten und erfolgreichsten Rollen war die des Golaud in Claude Debussys „Pelléas und Mélisande“. Nach den 1960er Jahren schränkte Souzay seine Bühnentätigkeit ein, widmete sich aber weiterhin dem Liedgesang und zog sich erst in den späten 1980er Jahren ganz von Auftritten zurück.
Die letzten Jahre seines Lebens widmete er Meisterkursen, die er in den Vereinigten Staaten, Europa und Japan gab. Er war ein inspirierender Lehrer, der vorzugsweise mehr am musikalischen Ausdrucks- und Stimmungsgehalt eines Liedes arbeitete als an französischer Ausdrucksweise.
Er war ein leidenschaftlicher abstrakter Maler und veröffentlichte 1983 ein Buch „Sur mon chemin. Pensées et dessins“ (zu deutsch: „Über meinen Weg: Gedanken und Malereien“), in welchem eine Auswahl seiner Gemälde mit von ihm geschriebenen Kommentaren zu Kunst und Leben versehen sind.
Am 17. August 2004 starb Gérard Souzay im Schlaf in seinem Haus in Antibes an der Côte-d’Azur in Südfrankreich.